# Agata Wojtyszek
Agata Katarzyna Wojtyszek z domu Grudziecka (ur. 23 października 1967 w Starachowicach) – polska polityk, nauczycielka i samorządowiec, wojewoda świętokrzyski (2015–2019), posłanka na Sejm IX i X kadencji (od 2019).

## Życiorys
Absolwentka matematyki w Wyższej Szkole Pedagogicznej w Kielcach, odbyła studia podyplomowe m.in. z zakresu zarządzania oświatą. Pracowała jako nauczycielka matematyki i informatyki w szkołach w Starachowicach, zajmowała się doradztwem w zakresie awansu zawodowego nauczycieli. Od 2007 do 2014 była dyrektorką jednej ze szkół podstawowych w swojej rodzinnej miejscowości.
Została członkinią „Solidarności”, a także działaczką Prawa i Sprawiedliwości. Bez powodzenia kandydowała w 2006 na radną Starachowic i w 2010 do rady powiatu starachowickiego. W 2014 uzyskała mandat radnej powiatu, obejmując następnie funkcję wicestarosty. 8 grudnia 2015 objęła stanowisko wojewody świętokrzyskiego.
W wyborach w 2019 została wybrana do Sejmu IX kadencji w okręgu świętokrzyskim, otrzymując 18 333 głosy. W związku z tym wyborem 11 listopada 2019 zakończyła urzędowanie na funkcji wojewody. W wyborach w 2023 z powodzeniem ubiegała się o poselską reelekcję (z wynikiem 15 405 głosów).

## Wyniki w wyborach ogólnopolskich
| Wybory | Komitet wyborczy | Komitet wyborczy       | Organ            | Okręg | Wynik          |
| ------ | ---------------- | ---------------------- | ---------------- | ----- | -------------- |
| 2019   |                  | Prawo i Sprawiedliwość | Sejm IX kadencji | nr 33 | 18 333 (3,22%) |
| 2023   | Sejm X kadencji  | Prawo i Sprawiedliwość | 15 405 (2,34%)   | nr 33 |                |

## Odznaczenia
W 2017 odznaczona Brązową Odznaką „Zasłużony dla Ochrony Przeciwpożarowej”.

## Życie prywatne
Córka Czesława i Teresy. Jest mężatką, ma dwóch synów.